# Etapa de Fortaleza da Fórmula Truck

Mapa do autódromo.

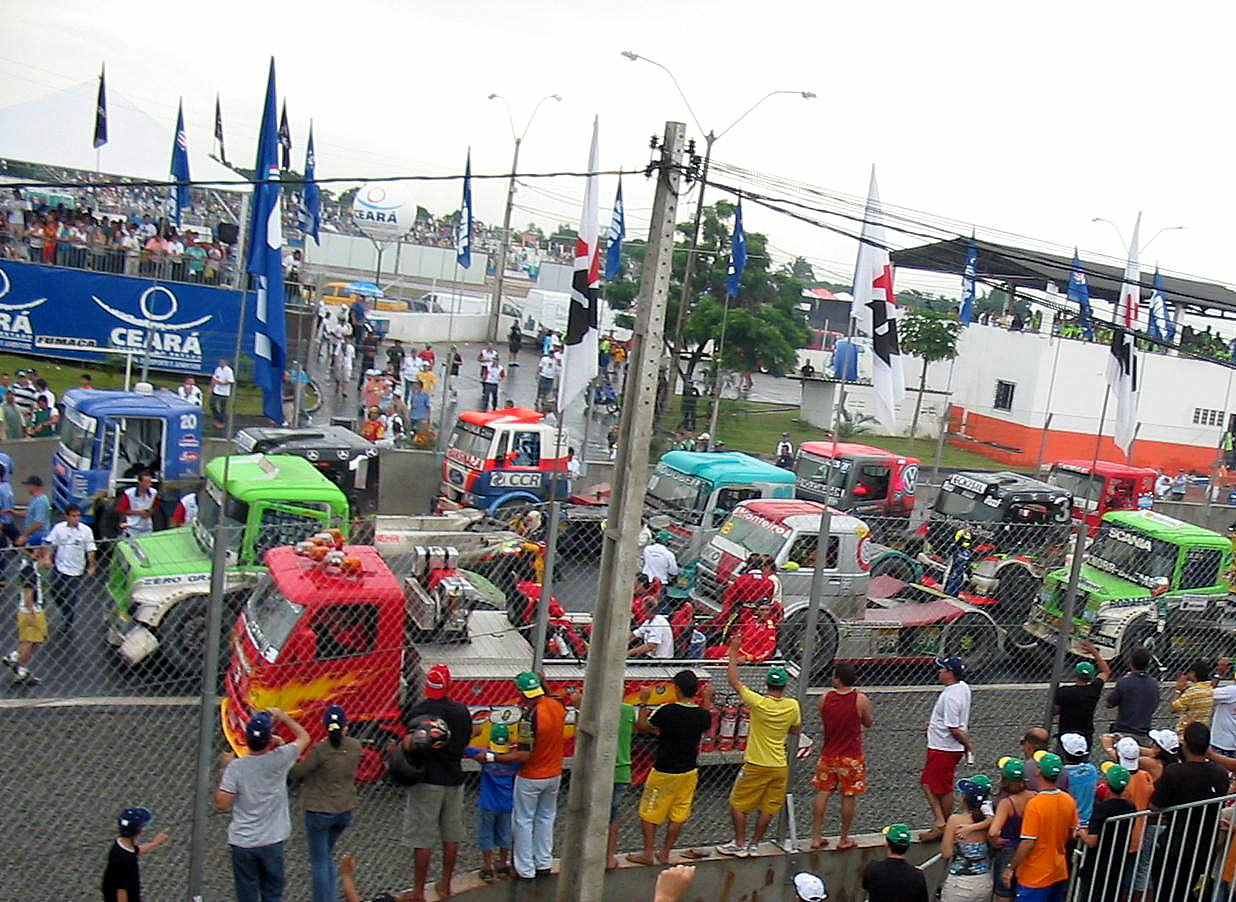
Largada da corrida de 2006.

A  Etapa de Fortaleza da Fórmula Truck é um dos circuitos tradicionais da Fórmula Truck, realizada no Autódromo Internacional Virgílio Távora, em Fortaleza , Ceará.
A Truck realiza provas em Fortaleza desde 2006, nesta primeira prova a vitória foi de Pedro Muffato, que marcou a sua primeira vitória na categoria.

## Campeões
- 2006 - Pedro Muffato - Scania